# 日立市教育委員会
日立市教育委員会（ひたちしきょういくいいんかい、英: Hitachi City Board of Education）は、日立市の行政機関。
教育、スポーツ振興、文化等に関する事務を所管する行政委員会。
所在地は茨城県日立市助川町1-1-1。

## 事務局
- 総務課
- 学校施設課
- 学務課
- 生涯学習課
  - 放課後児童対策室
- スポーツ振興課
- 指導課